# Tanahat
Tanahat (in armeno Թանահատ) è un comune di 76 abitanti (2010) della Provincia di Syunik in Armenia.

## Galleria d'immagini

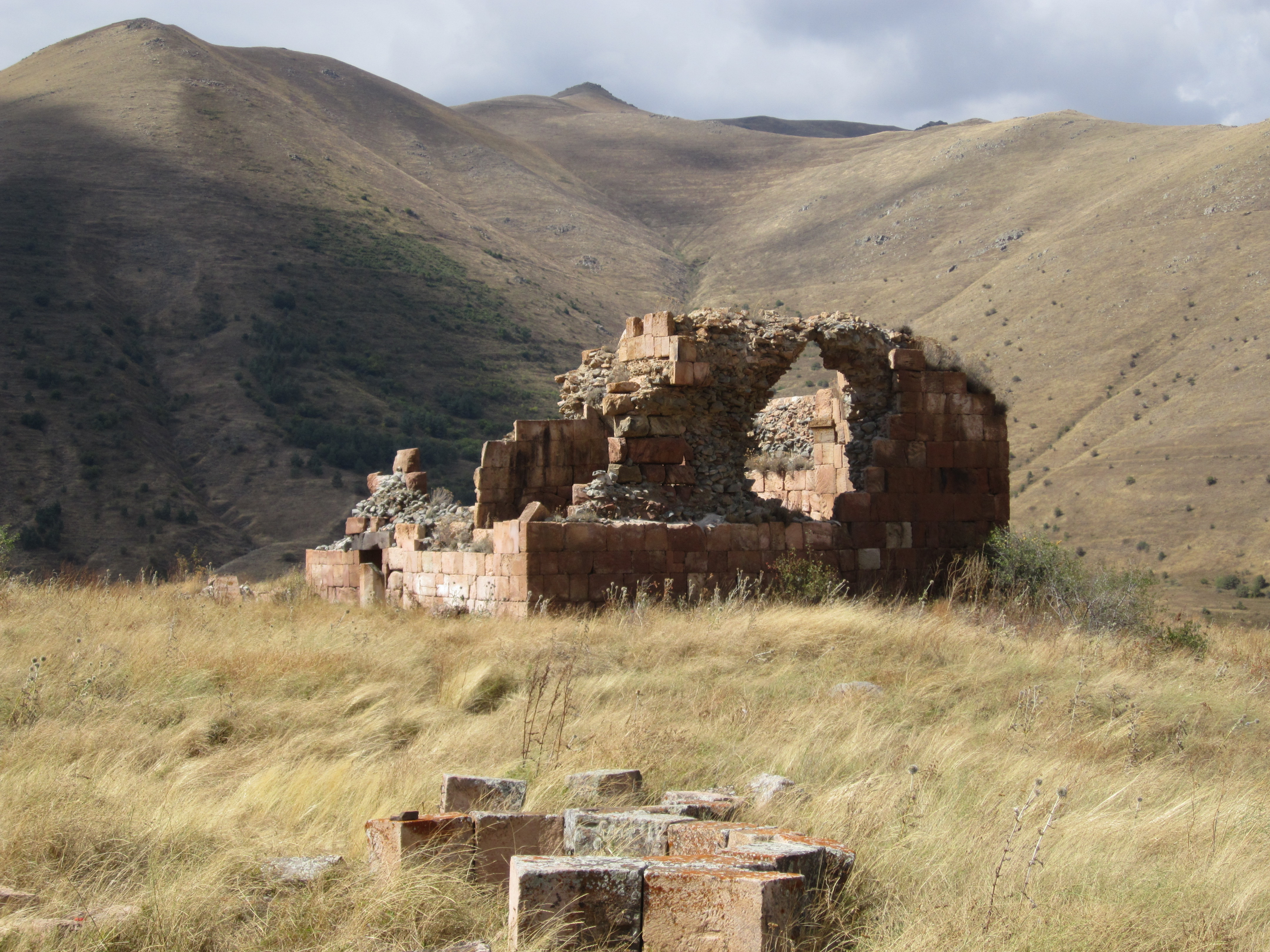
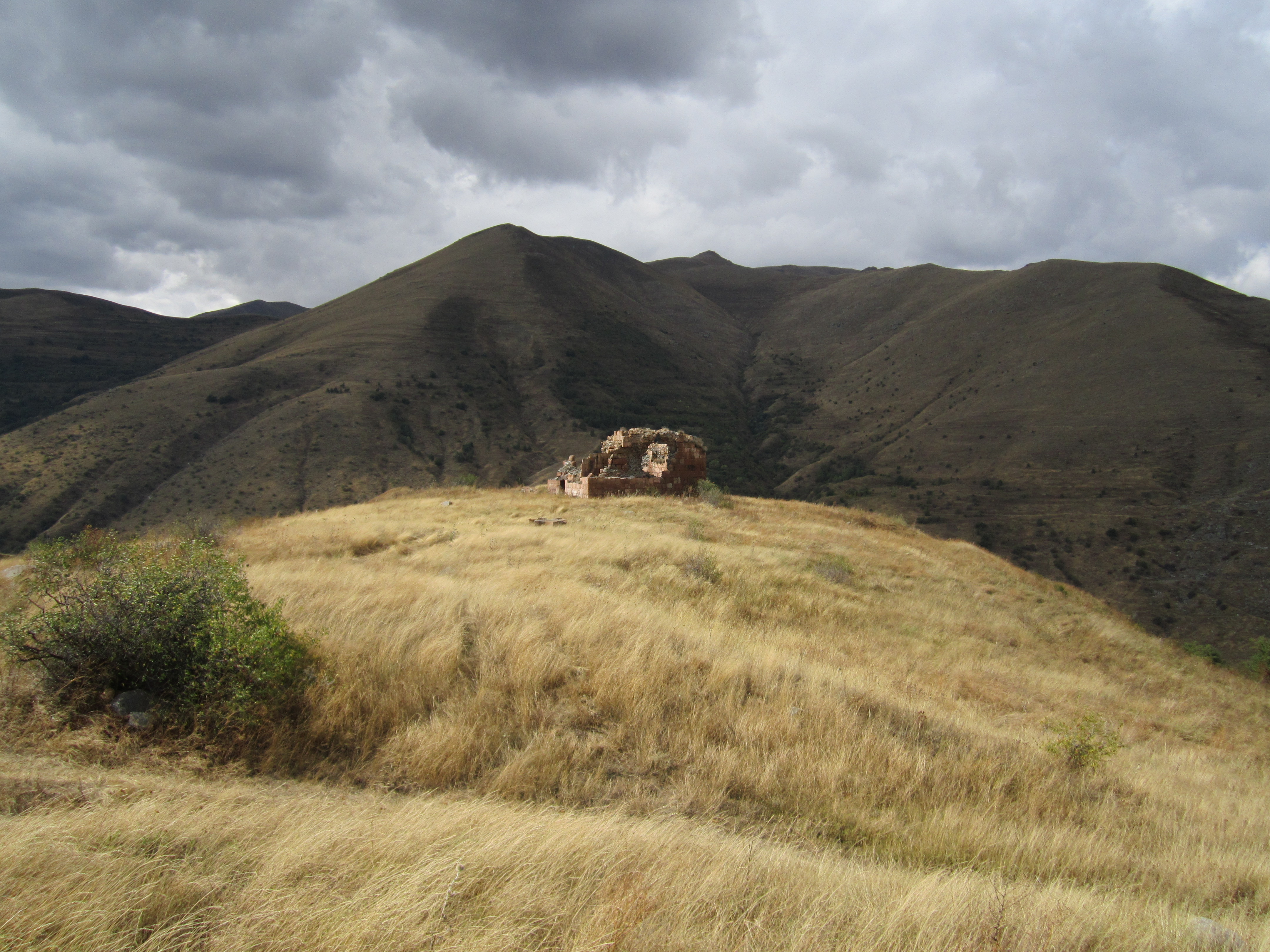
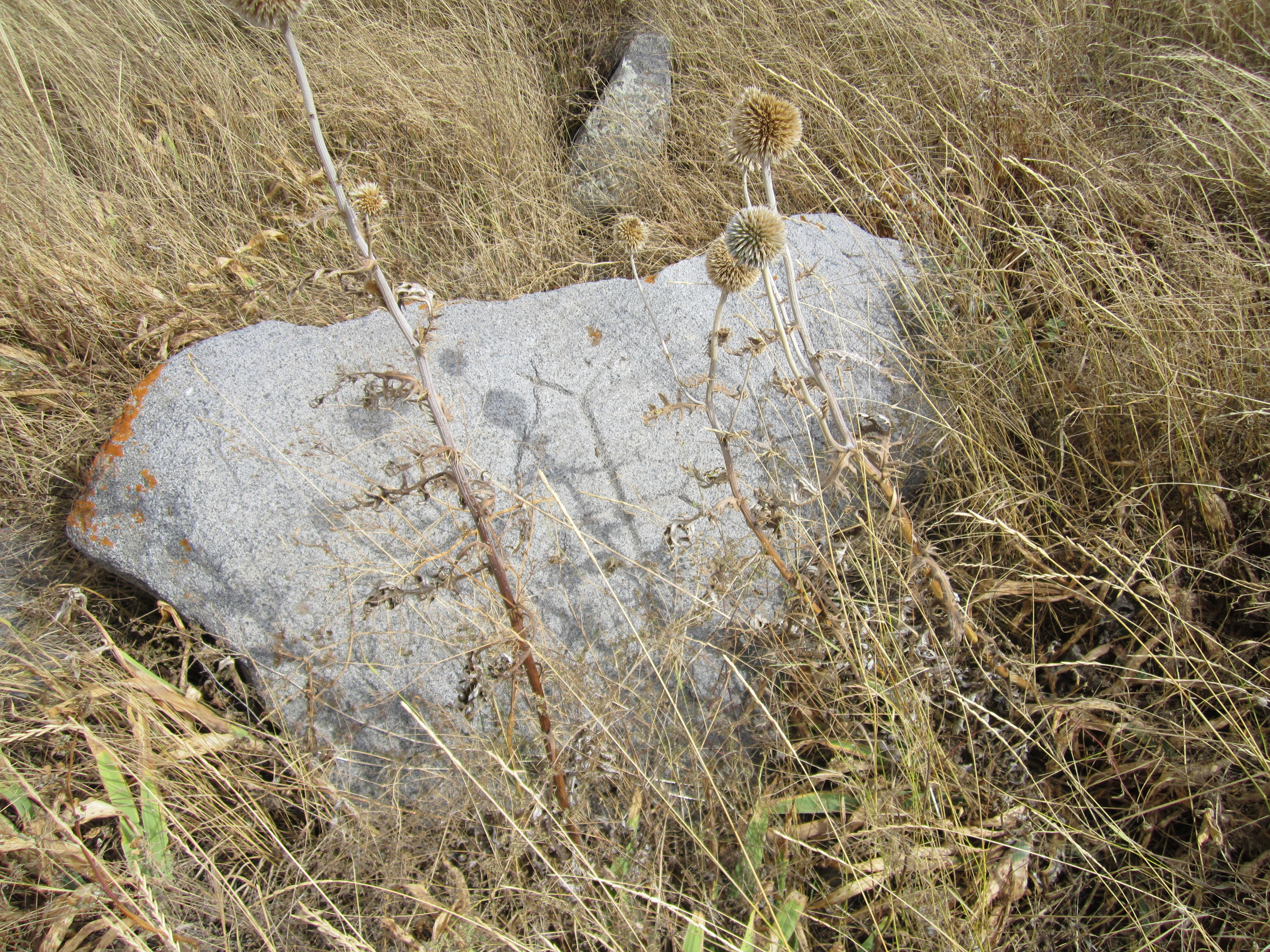
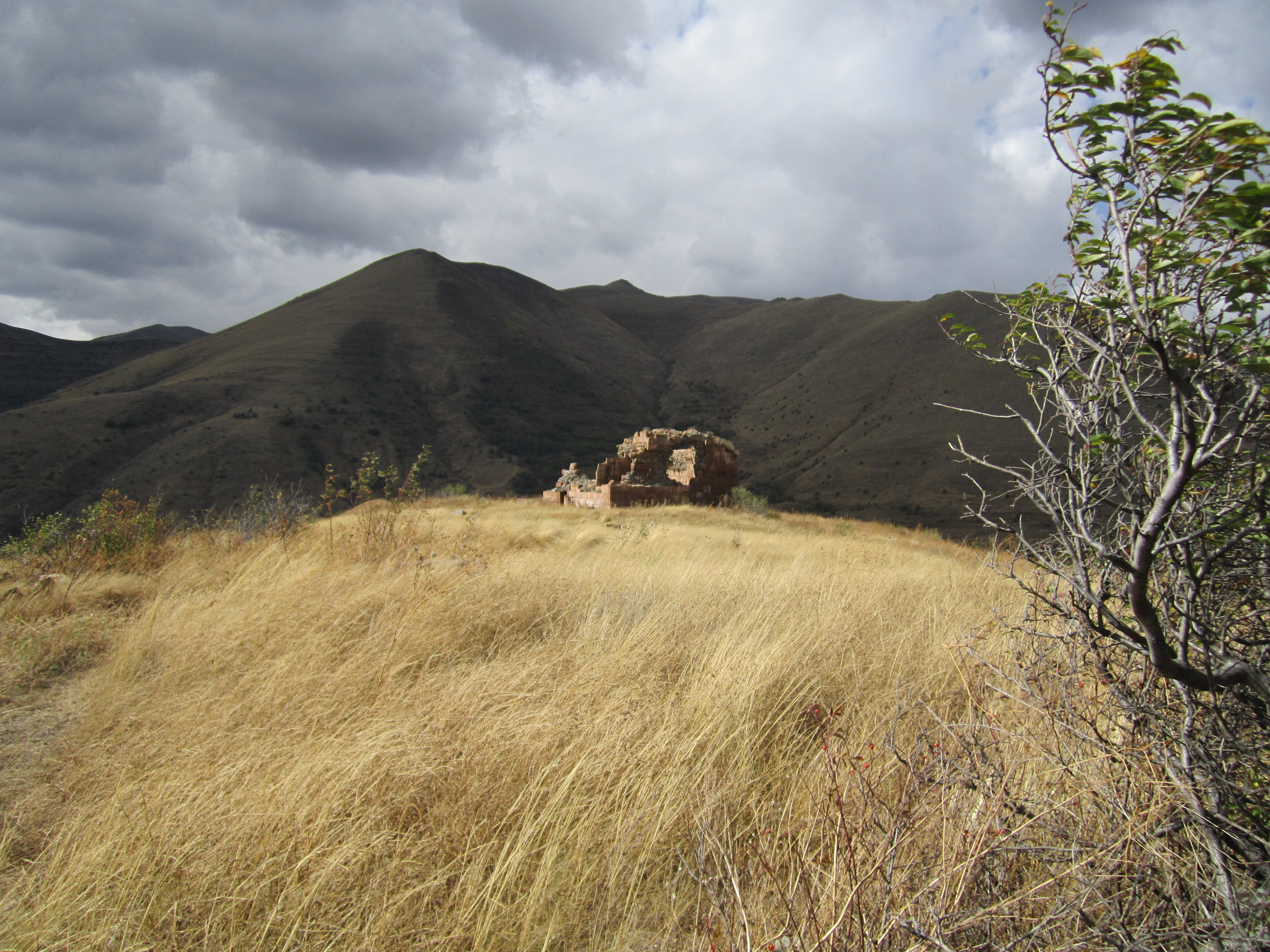
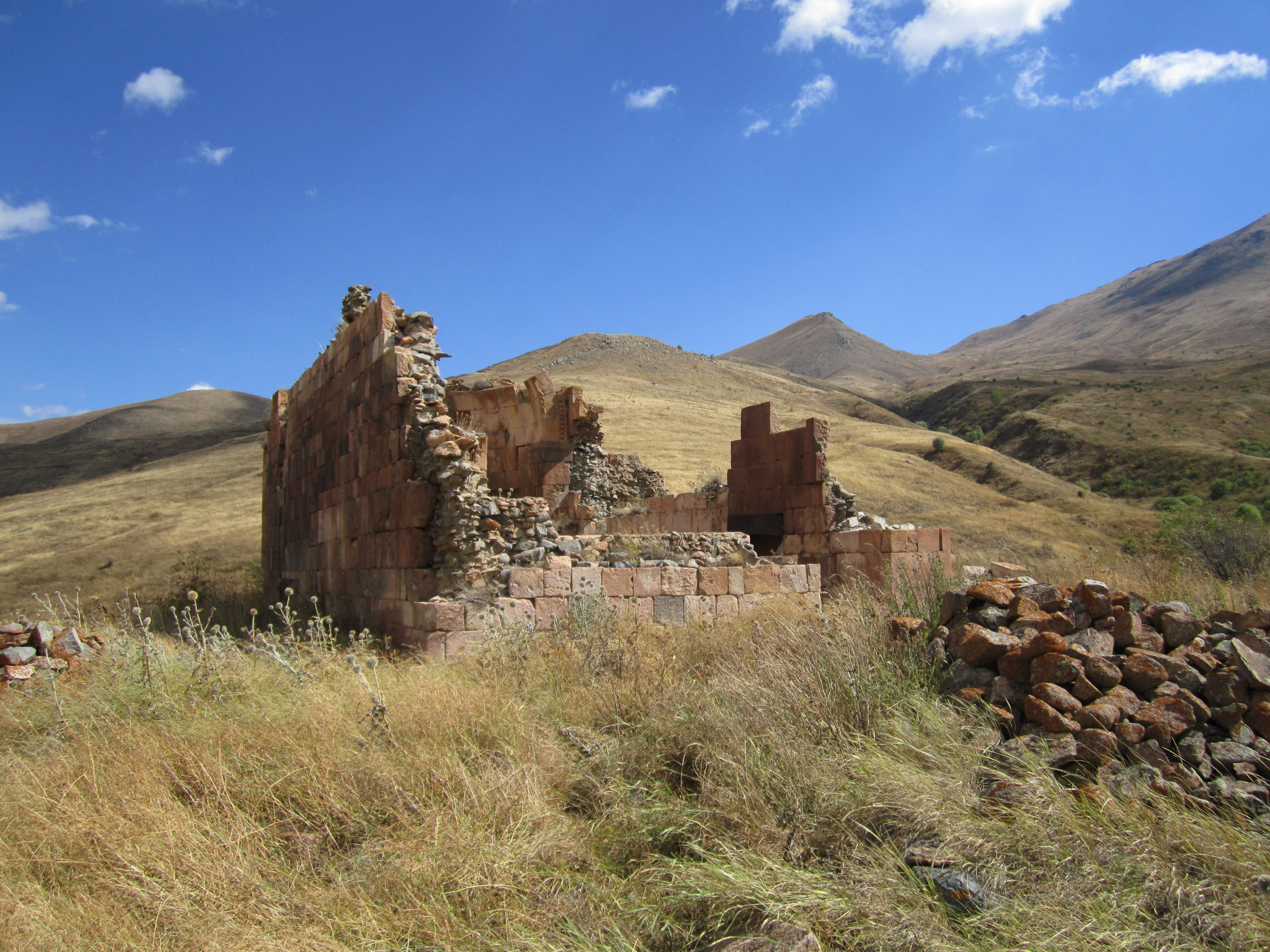
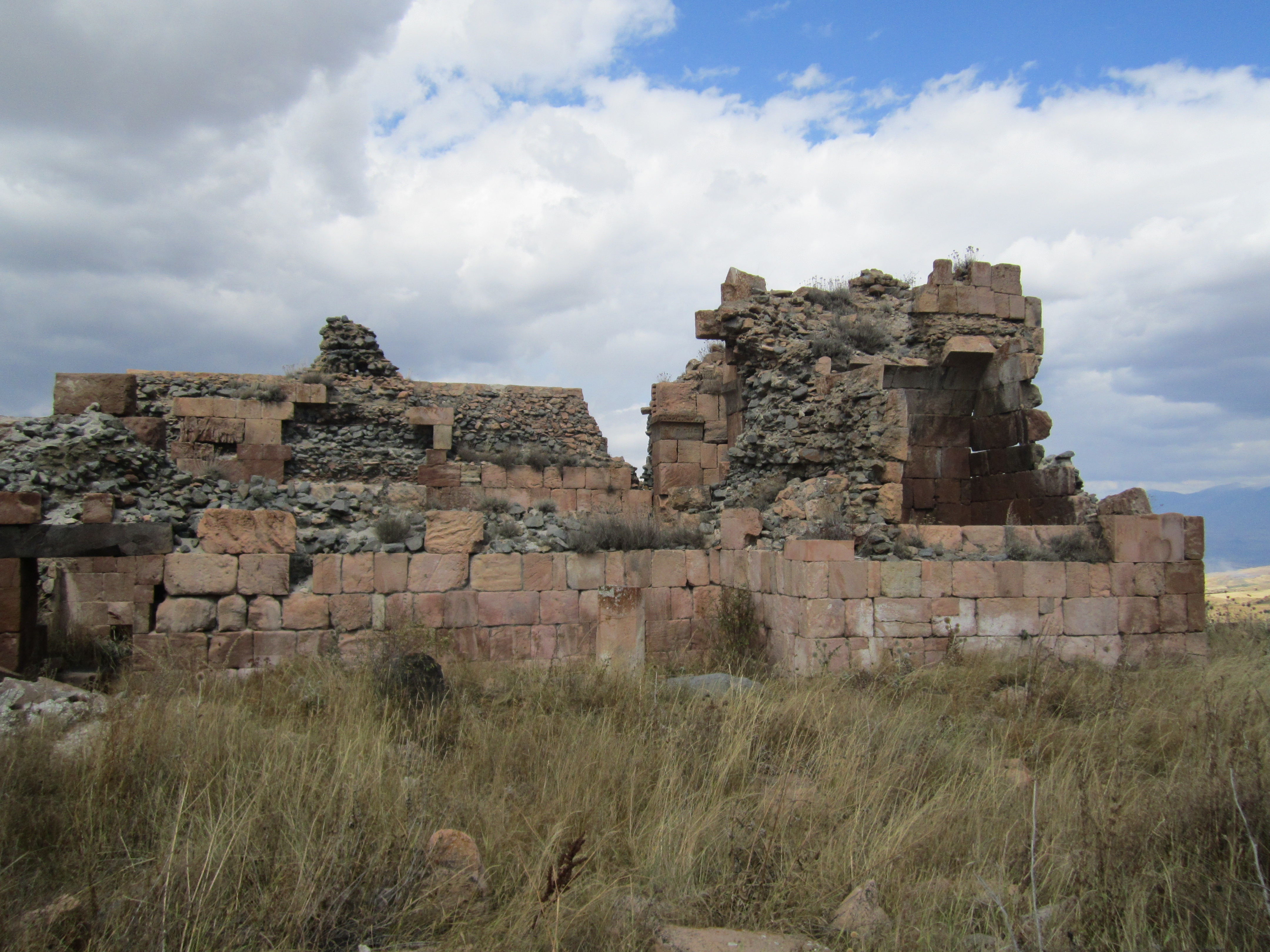
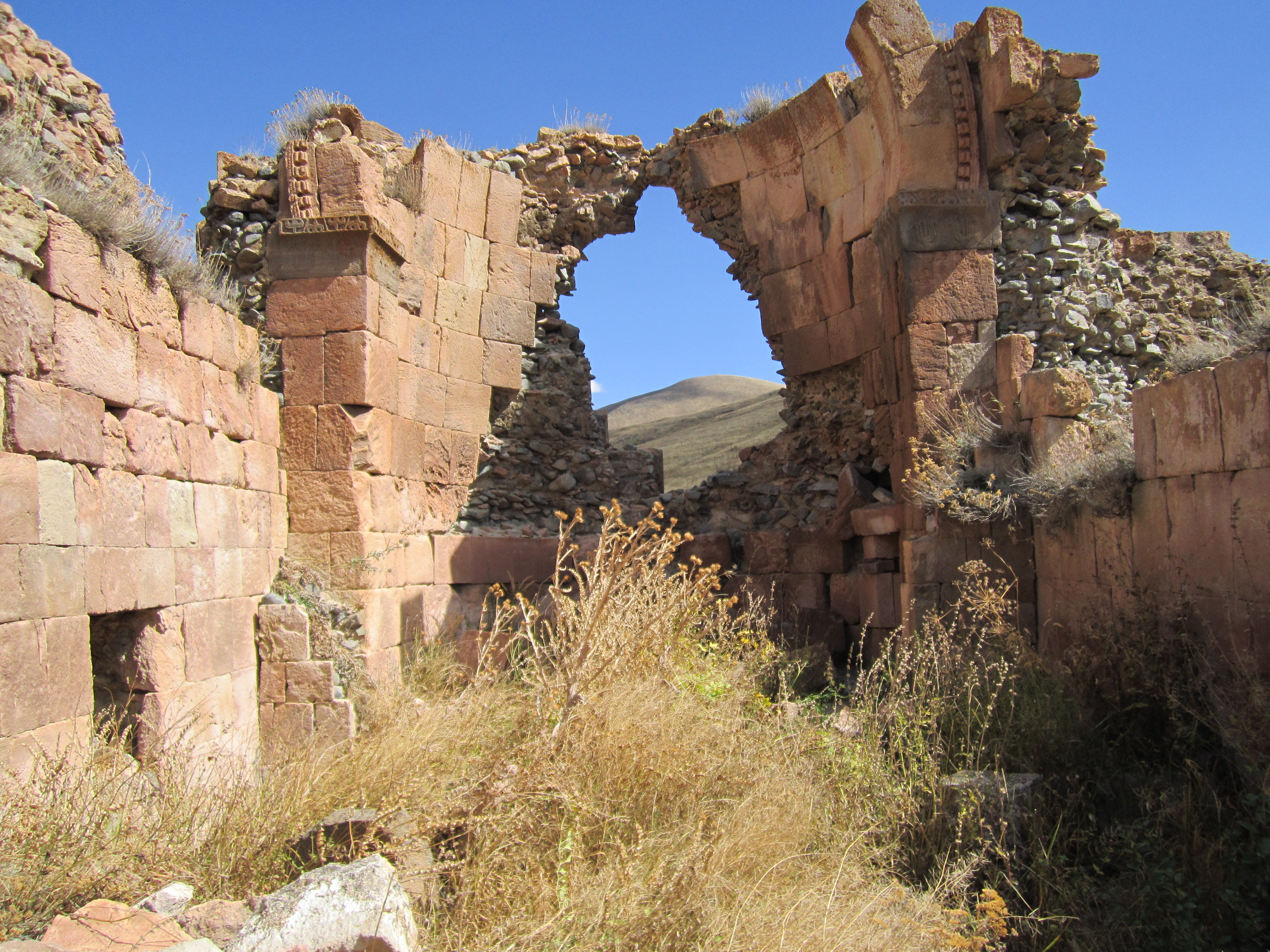
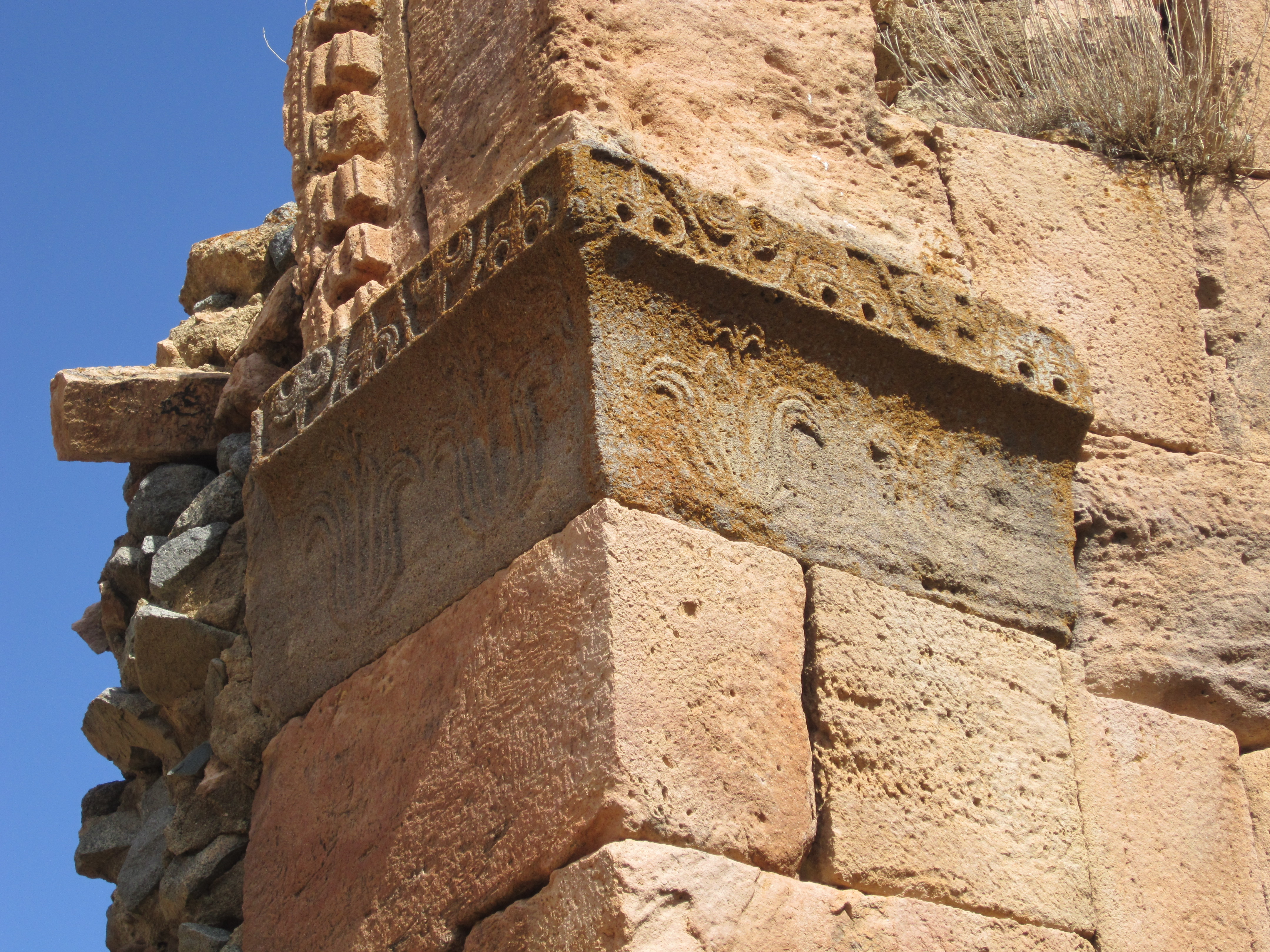
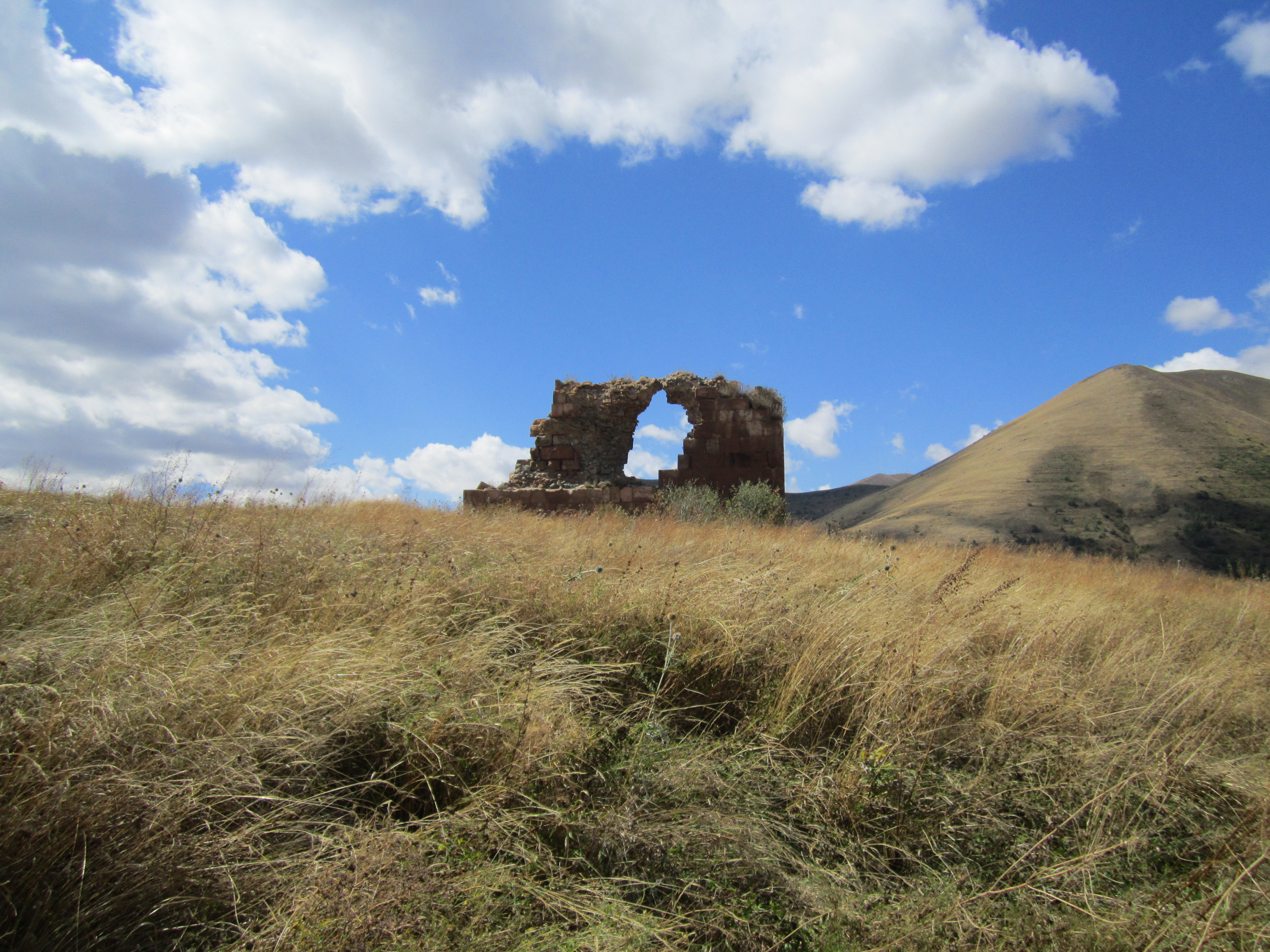